# Дьеде-Фовель, Бенжамен
Бенжамен Дьеде-Фовель (фр. Benjamin Dieudé-Fauvel; 26 августа 1986, Бордо, Франция) — французский профессиональный хоккеист, защитник. Игрок сборной Франции по хоккею с шайбой.

## Биография
Воспитанник хоккейного клуба «Амьен». В высшей лиге Франции дебютировал в сезоне 2004/05. Выступал также за клубы «Шамони» и «Морзин-Авориаз». Всего во французской лиге с 2004 по 2010 год провёл 119 матчей, 15 раз отличался в матчах и столько же ассистировал партнёрам во взятии ворот. В плей-офф французского чемпионата также сыграл 19 игр, забросил 2 шайбы и отдал 1 голевую передачу.
В 2010 году перешёл в команду Центральной хоккейной лиги «Ларедо Бакс». Провёл за клуб два сезона, после чего перешёл в команду лиги Восточного Побережья «Эльмира Джэкелс». С 2013 по 2015 год выступал за команду «Куад Сити Мэллардс». В сезоне 2014/15 провёл также 20 матчей за клуб «Айова Уайлд» в Американской хоккейной лиге. В следующем сезоне вновь играл в лиге Восточного Побережья за клубы «Эвансвилл АйсМэн», «Рапид Сити Раш» и «Каламазу Уингз». В 2016 году вернулся в «Эльмира Джэкелс».
В 2013 году впервые был призван под знамёна сборной команды Франции, выступил за команду на чемпионате мира.